# Nepenthes argentii
Nepenthes argentii is een vleesetende bekerplant uit de familie Nepenthaceae. De soort is endemisch in de Filipijnen. Zij is aangetroffen op de eilanden Sibuyan en Romblon, op hoogtes tussen de 1400 en 1900 meter boven zeeniveau. De plant werd in 1997 formeel beschreven door Matthew Jebb en Martin Cheek, in hun monografie A skeletal revision of Nepenthes (Nepenthaceae).
Voor zover bekend is Nepenthes argentii geen klimplant. De vangbekers worden slechts enkele centimeters hoog en zijn mogelijk de kleinste in het geslacht Nepenthes.
Er zijn geen natuurlijke kruisingen van Nepenthes argentii beschreven, maar mogelijk hybridiseert ze met N. sibuyanensis.
... · 
N. alata · 
N. albomarginata · 
N. ampullaria · 
N. argentii · 
N. aristolochioides · 
N. attenboroughii · 
N. bicalcarata · 
N. bokorensis · 
N. bongso · 
N. boschiana · 
N. burkei · 
N. campanulata · 
N. chaniana · 
N. danseri · 
N. deaniana · 
N. densiflora · 
N. diatas · 
N. distillatoria · 
N. edwardsiana · 
N. ephippiata · 
N. gracilis · 
N. gymnamphora · 
N. hirsuta · 
N. inermis · 
N. insignis · 
N. jamban · 
N. khasiana · 
N. lamii · 
N. leyte · 
N. lingulata · 
N. lowii · 
N. macfarlanei · 
N. macrophylla · 
N. madagascariensis · 
N. masoalensis · 
N. maxima · 
N. mirabilis · 
N. monticola · 
N. northiana · 
N. ovata · 
N. peltata · 
N. pervillei · 
N. pitopangii · 
N. rafflesiana · 
N. rajah ·
N. rhombicaulis · 
N. rosea ·
N. sanguinea · 
N. sibuyanensis · 
N. spathulata · 
N. tenax · 
N. tenuis · 
N. veitchii ·
N. ventricosa ·
N. vieillardii ·
N. villosa · 
...